# Lepelle-Nkumpi Local Municipality
Lepelle-Nkumpi (englisch Lepelle-Nkumpi Local Municipality) ist eine Lokalgemeinde im Distrikt Capricorn der südafrikanischen Provinz Limpopo. Der Sitz der Gemeindeverwaltung befindet sich in Lebowakgomo. Bürgermeisterin ist Matshipsana Meriam.
Ihr Name ist von den beiden Flüssen Lepelle (bis 2005 Olifants) und Nkumpi abgeleitet.

## Städte und Orte
- Lebowakgomo
- Zebediela

In Lebowakgomo befindet sich das Lebowakgomo Old Parliament und nebenan die Provincial Legislature von Limpopo.

## Naturschutzgebiete und Tourismus
- Bewaarkloof Nature Reserve
- Lekgalameetse Nature Reserve
- Wolkberg (Serala) Wilderness Area

Unweit des Ortes Ga-Mathabatha gibt es das Asbestos Museum und das Makgatho Air Museum. Bei dem Dorf Lapalesehle besteht die Möglichkeit für Wassersportaktivitäten. Im Westen des Gemeindegebietes befindet sich das Zebediela Citrus Estate, eine der ältesten erhaltenen Plantagen des Landes und mit touristischen Anziehungspunkten ausgestattet. Dazu gehört eine kleine Eisenbahnstrecke von Mookgophong (früher Naboomspruit) nach Zebediela; sie ist jedoch stillgelegt. Die höchste Erhebung auf dem Gebiet der Lokalgemeinde ist der Berg Iron Crown (2128 m). Das Gebiet der Lokalgemeinde besitzt ein hohes touristisches Potenzial für die Provinz Limpopo.

## Bevölkerung
Im Jahr 2011 hatte die Gemeinde 230.350 Einwohner in 59.682 Haushalten auf einer Gesamtfläche von 3463 km². Davon gehörten 99,6 % zur schwarzen Bevölkerungsgruppe. Erstsprache war zu 86,1 % Sepedi, zu 4,6 % isiNdebele, zu 3,7 % Xitsonga und zu jeweils 0,9 % Englisch und isiZulu.